# Liste der Landschaftsschutzgebiete im Kreis Nordfriesland
Liste der Landschaftsschutzgebiete im Kreis Nordfriesland in Schleswig-Holstein.
| Bild                                      | Nummer   | Bezeichnung des Gebietes                               | Fläche in Hektar | WDPA-ID   | Koordinaten | Gemeinde(n)                     | Datum der Verordnung | Fundstelle                                                            |
| ----------------------------------------- | -------- | ------------------------------------------------------ | ---------------- | --------- | ----------- | ------------------------------- | -------------------- | --------------------------------------------------------------------- |
|                                           | 54-NF-01 | Stollberg                                              | 418,64           | 324869    | Position    | Langenhorn, Bordelum            | 3. März 1952         | Amtsblatt Schl.-H. S. 97                                              |
|                                           | 54-NF-02 | Schobüller Berg                                        | 531,39           | 324232    | Position    | Schobüll, Wobbenbüll, Hattstedt | 18. Oktober 1954     | Amtsblatt Schl.-H. S. 312                                             |
|                                           | 54-NF-03 | Süd-Ost-Heide Kampen                                   | 20,32            | 324924    | Position    | Kampen                          | 10. Januar 1957      | Amtsblatt Schl.-H. S. 27                                              |
|                                           | 54-NF-04 | Nord-Ost-Heide Kampen                                  | 12,23            | 323279    | Position    | Kampen                          | 8. Juli 1957         | Amtsblatt Schl.-H. S. 165 Änderungen: 29. August 1984 15. Januar 1985 |
|                                           | 54-NF-05 | Dünen- und Heidelandschaft Hörnum auf Sylt             | 182,44           | 320467    | Position    | Hörnum (Sylt)                   | 30. Juni 1965        | Amtsblatt Schl.-H. S. 179                                             |
|                                           | 54-NF-06 | Rantum (Sylt)                                          | 108,50           | 323738    | Position    | Rantum                          | 30. Juli 1965        | Amtsblatt Schl.-H. S. 183                                             |
|                                           | 54-NF-07 | Klintum-Moor                                           | 11,05            | 322204    | Position    | Leck                            | 20. Januar 1967      | Amtsblatt Schl.-H. S. 42                                              |
|                                           | 54-NF-08 | Klintum-Berg                                           | 144,86           | 322203    | Position    | Leck                            | 14. April 1967       | Amtsblatt Schl.-H. S. 75                                              |
|                                           | 54-NF-09 | Archsum                                                | 138,86           | 319652    | Position    | Sylt-Ost                        | 31. Januar 1968      | Amtsblatt Schl.-H. S. 40                                              |
|                                           | 54-NF-10 | Morsum                                                 | 234,90           | 323050    | Position    | Sylt-Ost                        | 12. September 1968   | Amtsblatt Schl.-H. S. 225                                             |
|                                           | 54-NF-11 | Jükermarsch und Tipkenhügel                            | 87,87            | 322015    | Position    | Sylt-Ost                        | 30. Januar 1969      | Amtsblatt Schl.-H. S. 27                                              |
|                                           | 54-NF-12 | Amrum                                                  | 1865,98          | 319625    | Position    | Nebel, Norddorf, Wittdün        | 20. Oktober 1982     | Flensburger Tageblatt v. 23. Oktober 1982                             |
|                                           | 54-NF-13 | Kotzenbüll                                             | 832,24           | 555550060 | Position    |                                 | 2006                 |                                                                       |
|                                           | 54-NF-14 | Poppenbüll                                             | 1129,09          | 555550061 | Position    |                                 | 2006                 |                                                                       |
|                                           | 54-NF-15 | Westerhever                                            | 833,05           | 555550062 | Position    |                                 | 2006                 |                                                                       |
|                                           | 54-NF-16 | Dockkoog und Porrenkoog                                | 151,26           | 555700819 | Position    |                                 | 2007                 |                                                                       |
| Ruttebüller See                           |          | Wiedingharder- und Gotteskoog                          | 9845             | 555700820 |             |                                 | 26. März 2018        | Amtsblatt Kreis Nordfriesland Ausgabe 6 vom 5.4.2018                  |
| Am Zugang zum NSG Lütjenholmer Heidedünen |          | Geest- und Marschlandschaft der Soholmer Au            | 8468             | 555700821 |             |                                 | 26. März 2018        | Amtsblatt Kreis Nordfriesland Ausgabe 6 vom 5.4.2018                  |
| Die Arlau bei Jägerkrug                   |          | Geest- und Marschlandschaft der Arlau                  | 5723             | 555700822 |             |                                 | 26. März 2018        | Amtsblatt Kreis Nordfriesland Ausgabe 6 vom 5.4.2018                  |
| Bagholt bei Ostenfeld                     |          | Ostenfeld-Schwabstedter Geest mit vorgelagerter Marsch | 14836            | 555700823 |             |                                 | 26. März 2018        | Amtsblatt Kreis Nordfriesland Ausgabe 6 vom 5.4.2018                  |

Anmerkung
1. ↑  Koordinaten wurden dem European Nature Information System (EUNIS) der Europäischen Umweltagentur entnommen: Nationally designated areas (CDDA), Datei CDDA_v12_csv.zip, Stand Oktober 2014. Die Tabellenspalte Karte gibt die genauen Grenzen an.
2. ↑  Kreisverordnung über das Landschaftsschutzgebiet „Wiedingharder- und Gotteskoog“. (PDF) In: Amtsblatt Kreis Nordfriesland Ausgabe 6 vom 5.4.2018. Kreis Nordfriesland, 26. März 2018, S. 3, abgerufen am 29. April 2021.
3. ↑  Kreisverordnung über das Landschaftsschutzgebiet „Geest- und Marschlandschaft der Soholmer Au“. (PDF) In: Amtsblatt Kreis Nordfriesland Ausgabe 6 vom 5.4.2018. Kreis Nordfriesland, 26. März 2018, S. 8, abgerufen am 29. April 2021.
4. ↑  Kreisverordnung über das Landschaftsschutzgebiet „Geest- und Marschlandschaft der Arlau“. (PDF) In: Amtsblatt Kreis Nordfriesland Ausgabe 6 vom 5.4.2018. Kreis Nordfriesland, 26. März 2018, S. 14, abgerufen am 29. April 2021.
5. ↑  Kreisverordnung über das Landschaftsschutzgebiet „Ostenfeld-Schwabstedter Geest mit vorgelagerter Marsch“. (PDF) In: Amtsblatt Kreis Nordfriesland Ausgabe 6 vom 5.4.2018. Kreis Nordfriesland, 26. März 2018, S. 20, abgerufen am 29. April 2021.